# Родники (Правдинський район)
Родники́ (рос. Родники), до 1946 року — Лейсінен (нім. Leißienen) — селище в Правдинському районі Калінінградської області Російської Федерації. Входить до складу Правдинського міського поселення.